# آر. جي. جلان
آر. جي. جلان هو سياسي أمريكي، (ولد في مينيابوليس في الولايات المتحدة 1851  م). انتخب عضو مجلس نواب واشنطن ‏.